# KGM 스마트
KGM 스마트(KGM Smart)는 KGM커머셜의 도시형버스 차종이다.

## 세부 정보

### 스마트 077
7M급 준중형 모델이다. 출시는 백지화되었다.

### 단축형
2020년 하반기에 출시한 단축형 전기 저상버스 모델로, 모델명은 차체 길이에서 따 왔다. 본래 모델명은 8.7/9.3이었다가, 2021년에 087/093으로 개칭했다. 기존 스마트와 달리 단축형은 중국 장쑤 신강 오토모티브에서 차체와 배터리 및 전기모터 등 주요 부품들을 들여와서 반조립(SKD) 형태로 제작한다. 이에 대하여 논란이 크게 일었음에도, 마을버스 업체들 및 중형버스를 노선버스에 투입하는 시내버스 업체들을 중심으로 판매가 이루어지고 있다.
배터리는 루프온 방식이 아니고, 하이거 하이퍼스처럼 차량 뒤쪽에 장착됐다. 충전 소켓은 측면에 있다. 전문은 글라이딩식이다.
화이버드처럼 카스테레오가 대시보드 아래쪽에 있으며, 스마트 110(H)과 계기판 모양이 다르다. 자동변속기 버튼의 디자인도 다르며, 자동변속기 버튼이 대시보드 왼쪽에 있는 스마트 110(H)과 달리 단축형은 공조장치 스위치 쪽에 자동변속기 버튼이 있다. 앞바퀴 휠하우스에는 승객석 시트가 장착되지 않으며, 승객석에는 USB 포트가 있다. 천정에는 비상탈출용 해치 2개가 장착된다.
2021년 8월 19일 오식도동에 군산공장이 완공된 후에는 우명리에서 오식도동으로 생산지를 이전했다.

### 스마트 8.7
2020년 하반기에 출시된 전장 8.7M급 단축형 전기 저상버스 모델이다. 승차 인원은 35인승이며, 시내버스 업체로는 인천 시영운수가 전국에서 유일하게 도입해서 e음 노선에 투입하였지만 세운교통으로 넘어갔다. 2021년에 모델 네임 체계를 바꾸면서 087로 개칭하였다.

### 스마트 087
2021년에 스마트 8.7 차종의 명칭을 스마트 087로 개명하였다. 2022년 말 당시 에디슨모터스가 법정관리절차가 들어간 이후로는 생산이 중단되었다. 2024년 10월에는 후속모델인 KGM C090 차종이 출시되었다.
아래는 KGM 스마트 087 차종을 운용하고 있는 업체 목록이다.
- 서울특별시 : 인수운수, 인왕교통, 일원교통
- 경기도 : 자경마을버스, 기흥여객, 경기고속
- 전북특별자치도 : 우성여객, 군산여객
- 경상남도 : 함양지리산고속

### 스마트 9.3
전장 9.3M급 단축형 전기 저상버스 모델이다. 승차 인원은 32인승으로 스마트 8.7보다 승차인원이 3명 적다. 마을버스 업체로는 경기도 광명시 자경마을버스에서 전국 최초로 도입하였다. 2021년에 모델 네임 체계를 바꾸면서 093으로 개칭하였다.

### 스마트 093
2021년에 스마트 9.3 차종의 명칭을 스마트 093으로 개명하였다. 2022년 말 당시 에디슨모터스가 법정관리절차가 들어간 이후로는 생산이 중단되었다. 2024년 10월에는 후속모델인 KGM C090 차종이 출시되었다.
아래는 KGM 스마트 093 차종을 운용하고 있는 업체 목록이다.
- 서울특별시 : 약수교통, 대산교통, 신오류운수, 삼청교통, 안암교통, 일원교통, 삼양교통
- 경기도 : 자경마을버스, 율전마을버스
- 광주광역시 : 라정시내버스, 동화운수, 현대교통
- 전북특별자치도 : 우성여객

### 스마트 11H
2018년에 출시된 전장 11m급 고상형 모델이다. 기존의 대우 BS106과 현대 에어로시티 고상형 모델과 달리 대한민국 최초로 앞문/중문 양쪽에 글라이딩 도어가 채택되었다. 천연 가스 모델(HG)과 전기버스 모델(H)이 있으며, 현대 에어로시티 모델과 마찬가지로 전후륜 모두 10볼트 휠이 적용되었다.
시내버스 업체로는 인천 시영운수가 전국에서 입석형을 최초로 도입하였으며, 초기형 모델은 시영운수만 도입하였다. 2020년에 전면부를 화이버드와 동일하게 페이스리프트했다. 에어 서스펜션과 ZF 자동변속기를 기본으로 적용하였으며, 엔진은 310마력 GX12P로 교체하였다. 앞문이 다른 고상형 차종과 동일하게 폴딩 타입으로 변경되었으며, 승객석 기둥에 충전용 USB 포트를 설치하였다.
스마트 11의 페이스리프트 모델은 천연가스버스의 경우 입석형은 대구 영진교통, 좌석형은 인천 신흥교통에서 첫 도입하였다. 전기버스는 경상남도 창원시의 대중교통에서 최초로 출고하였다. 대중교통은 H와 HG를 모두 도입했다. 2021년 4월에 차명이 스마트 11H에서 스마트 110H로 변경하였다.
아래는 KGM 스마트 11H 차종을 운용하고 있는 업체 목록이다. 110H/110HG로 변경되기 이전의 전기버스 버전(11H)은 창원 대중교통에서만 도입하였으며, 나머지 회사들은 모두 천연가스버스(11HG)다.
- 인천광역시 : 시영운수, 신흥교통
- 대구광역시 : 영진교통
- 전북특별자치도 : 제일여객, 성진여객
- 경상남도 : 대중교통
- 부산광역시 : 성원여객, 시민여객

### 스마트 110H
2021년 4월에 스마트 11 차종의 명칭을 스마트 110으로 개명하였다. 모델명이 스마트 11H에서 스마트  110H로 바뀐 후 천연가스버스 모델(110HG)은 대구 영진교통에서 최초로 출고하였으며, 전기버스 모델(110H)은 논산 덕성여객에서 첫 도입하였다. 2022년 말 당시에는 에디슨모터스가 법정관리절차가 들어간 이후로는 인해 생산이 잠시 중단되었다가 2023년에 단종되었다.
아래는 KGM 스마트 110HG 고상버스(CNG) 차종을 운용하고 있는 업체 목록이다.
- 세종특별자치시 : 세종교통
- 경기도 : 산본여객
- 대구광역시 : 영진교통
- 경상북도 : 경산버스
- 경상남도 : 대중교통
- 전라남도 : 순천교통, 동신교통
- 부산광역시 : 부일여객
- 광주광역시 : 동화운수

아래는 KGM 스마트 110H 고상버스(전기) 차종을 운용하고 있는 업체 목록이다.
- 경상남도 : 대중교통
- 충청남도 : 덕성여객
- 전라남도 : 신안군청 공영 농어촌 버스

### 스마트 110E
2022년 4월 6일에 출시했다. 대한민국에서 처음 나오는 고상 전기버스로, 전문형 어린이용 통학버스 모델을 우선 공개했다. 이후 일반적인 좌석버스형을 공개하고 판매에 들어갔으며, 순회전시를 통해 전중문형도 공개했다.
전면부 KGM커머셜 로고 밑에 긴급자동제동장치용 센서가 있으며, 전기충전구는 스마트 110H와 달리 스마트 110 저상버스같이 후면에 설치했다. 2022년 당시 에디슨모터스가 법정관리절차로 인해 생산이 잠시 중단되었다가 2023년에 생산을 재개하였다. 2023년식부터 깜박이등과 방향지시등을 측면 사이드램프와 연동되어 같이 점등되도록 변경되었으며, 아울러 전후면부에 엠블럼이 KGM로고가 적용되었다.
아래는 KGM 스마트 110E 차종을 운용하고 있는 업체 목록이다.
- 경기도 : 소신여객
- 경상남도 : 김해BUS[6], 마창여객
- 세종특별자치시 : 세종교통, 세종제일운수
- 전라북도 : 전북여객

### 스마트 110저상버스
2021년 6월에 저상버스 모델인 에디슨모터스 화이버드를 페이스리프트하여 차량명칭을 스마트 110 저상버스로 변경해 출시하였다. 2021년 8월은 스마트 110G 저상버스(CNG)도 추가되었으며, 이에 따라 화이버드는 스마트 브랜드에 흡수되는 형태로 단종되었다. 대시보드에 설치된 중문 카메라 때문에 카스테레오가 대시보드 아래쪽에 있어서 조작이 불편하였던 화이버드와 달리, 스마트 110 저상버스는 카스테레오가 대시보드에 있다. 중문 카메라는 계기판 중앙의 멀티 디스플레이로 이동하였다.
스마트 110 저상버스는 스마트 087/스마트 093과 동일한 전면부로 페이스리프트했으며, 기존 화이버드와 달리 전문이 폴딩식으로 변경되고 중문 글라이딩 도어가 현대 저상버스의 글라이딩 도어랑 유사하게 변경되었다. 전기버스의 충전 소켓은 측면에서 후면으로 이동하였다. 전기버스(110)는 수원여객이 전국 최초로 도입하였으며, 천연가스버스(110G)는 진아교통이 전국 최초로 도입하였다.
2022년 말에는 당시 에디슨모터스가 법정관리절차로 인해 생산이 잠시 중단되었다가 2023년에 생산을 재개하였다.  2023년식부터 깜박이등과 방향지시등을 측면 사이드램프와 연동이 함께 점등되도록 변경되었으며, 아울러 전후면부에 엠블럼이 KGM로고가 적용되었다.
2025년 9월부터는 후속모델인 KGM C110 저상버스가 출시되어 단종될 예정이다.
아래는 KGM 스마트 110G 천연가스버스(CNG) 차종을 운용하고 있는 업체 목록이다.
- 서울특별시 : 진아교통, 한성운수, 아진교통, 원버스, 우신버스, 제일교통
- 경상북도 : 경산버스
- 광주광역시 : 삼원운수, 현대교통, 삼아교통, 대창운수, 을로운수, 동화운수
- 세종특별자치시 : 세종교통
- 대전광역시 : 금남교통, 국민버스
- 대구광역시 : 대덕교통
- 인천광역시 : 세운교통, 성원운수
- 전라남도 : 순천교통, 나주교통

아래는 KGM 스마트 110 전기버스(EV) 차종을 운용하고 있는 업체 목록이다.
- 서울특별시 : 한성운수, 군포교통, 영인운수, 현대교통, 보성운수, 북부운수, 태진운수, 삼화상운, 세풍운수, 삼양교통, 유성운수, 서울교통네트웍, 양천운수, 삼성여객, 종로운수, 관악교통, 범일운수, 김포교통, 한성여객, 서울승합, 흥안운수, 아진교통, 메트로버스
- 경기도 : 수원여객, 경남여객, 신일산교통, 신암교통, 삼영운수
- 부산광역시 : 부산여객, 성원여객, 시민여객, 유한여객, 창성여객
- 세종특별자치시 : 세종교통
- 대구광역시 : 대덕교통
- 광주광역시 : 현대교통, 을로운수, 대창운수
- 제주특별자치도 : 삼영교통, 서귀포운수, 제주여객
- 전라남도 : 순천교통, 화순교통, 나주교통, 목포BTS
- 경상남도 : 진주시민버스, 마창여객, 신어BTS
- 전북특별자치도 : 우성여객
- 충청남도 : 아산여객, 당진여객, 새천안교통, 보성여객, 덕성여객, 공주교통, 홍주여객, 서령버스, 삼안여객
- 강원특별자치도 : 춘천시민버스
- 인천광역시 : 영종운수

### 스마트 12
12M급 고속형 코치 모델이며, 커민스 400마력 엔진과 ZF의 6단 수동변속기를 탑재했다. 출시는 백지화되었다.